# Estructura demográfica

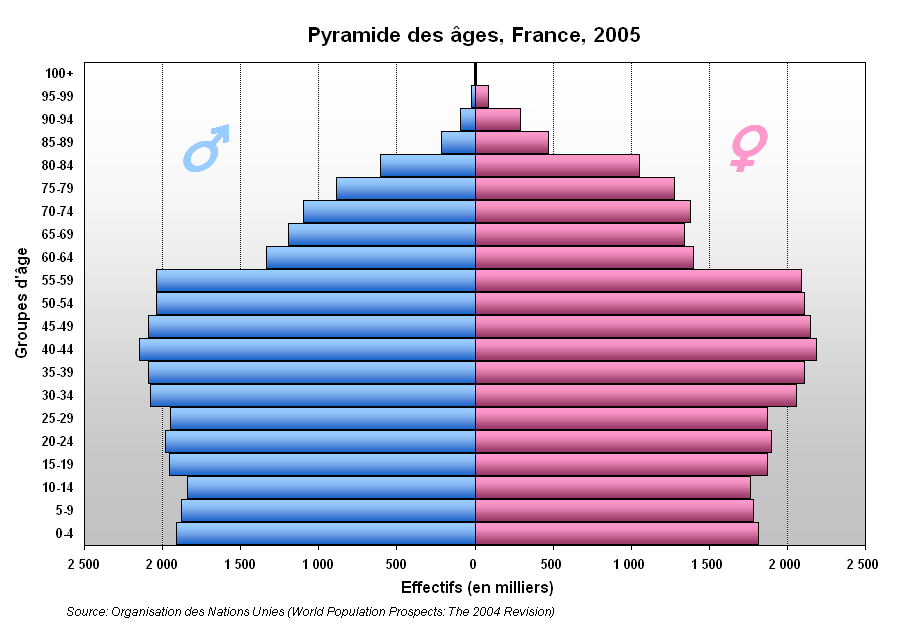
Ejemplo de pirámide de una población en fase de envejecimiento (Francia). La pirámide registra también el incremento en la natalidad en el período posterior a la conclusión de la Segunda Guerra Mundial ("escalón" de los 55 a 60 años). Un ejemplo de estructura demográfica por edad y sexo en un país y momento determinados.

Estructura demográfica o una posible estructura de la población es la clasificación de la población en grupos determinados y según ciertos criterios, que permiten procesar los datos obtenidos en los estudios demográficos en razón de determinados rasgos estructurales.
Las estructuras demográficas son patrones o regularidades que pueden o podrían distinguirse en la distribución de la población sobre la superficie terrestre. Cada uno de los rasgos estructurales con que puede dividirse en distintos grupos a la población humana tienen interés para entender la dinámica demográfica y sus posibles  implicaciones en la administración de un país determinado. Se trata de un concepto de la demografía que, cuando sirve para emplear el método comparativo a nivel espacial o geográfico es un estudio que corresponde plenamente al campo de la geografía de la población.

## Estructuras demográficas

### Estudios longitudinales
Las estructuras pueden atender a muchos criterios -edades, sexos, población activa, desempleo, rentas, educación, aspectos políticos, etc. En demográfia, dependiendo del tipo de estudio observacional - estudio longitudinal o estudio transversal- podremos obtener muy diferentes resultados. Los estudios longitudinales hacen hincapié en el desarrollo de los acontecimientos, variables, criterios o individuos de la vida de los individuos y varias generaciones de individuos.

#### Estudios longitudinales en políticas sociales
Los estudios longitudinales se utilizan demografía sociológica para la investigación de acontecimientos de la vida de los individuos y varias generaciones de individuos. En el análisis demográfico histórico han sido fundamental el método de reconstitución de familias inventado por M. Fleury y Louis Henry que muestra la gran ventaja del análisis longitudinal -estudios de intervalos que separan dos acontecimientos demográficos-, más productivos que los análisis transversales.

#### Estudios longitudinales en demografía biológica
La demografía biológica comprende estudios de aspectos médicos de los fenómenos demográficos; incluye la epidemiología, la ecología general y humana, la biometría de la fecundidad y la mortalidad y también la genética de las poblaciones.

#### Otras estructuras demográficas transversales
Sin embargo, pueden existir otros criterios, como la estructura laboral (población en edad laboral, población activa, población ocupada, población en paro, ocupación por sectores económicos) estructura de rentas (decilas de distribución de la renta), estructura por estado civil (soltero, casado, divorciado o viudo), estructura educativa (alfabetización por sexos o edades, nivel de estudios o formación profesional) etc. El interés demográfico de la estructura política o la estructura racial es cuestionable éticamente, y en algunos países la obtención estadística de datos en este sentido podría ser cuestionable legalmente, mientras que en otros se realiza habitualmente (registro como demócrata o republicano en el censo electoral de los Estados Unidos de América y registro racial en el censo de los Estados Unidos -blanco, negro, asiático, nativo americano, alguna otra raza y dos o más razas, categorías a las que se añade la alternativa de hispano o no hispano y que a partir del año 2000 es de gran complejidad- véase Raza (censo de los Estados Unidos)). La posibilidad de introducir un censo étnico en Francia ha producido recientemente cierta polémica (año 2009).

## Población mundial, 2022[4]
100+ años: (masculino 146,968 / 528,829 femenino)
95 - 99 años: (masculino 1,476,934 / 3,807,422 femenino)
90 - 94 años: (masculino 6,304,001 / 12,591,426 femenino)
85 - 89 años: (masculino 17,625,788 / 28,731,664 femenino)
80 - 84 años: (masculino 34,947,014 / 49,169,319 femenino)
75 - 79 años: (masculino 59,002,251 / 74,042,708 femenino)
70 - 74 años: (masculino 96,426,287 / 111,652,927 femenino)
65 - 69 años: (masculino 134,102,011 / 146,352,382 femenino)
60 - 64 años: (masculino 165,140,334 / 172,893,850 femenino)
55 - 59 años: (masculino 201,168,247 / 204,940,571 femenino)
50 - 54 años: (masculino 228,551,649 / 228,846,750 femenino)
45 - 49 años: (masculino 241,765,203 / 238,785,532 femenino)
40 - 44 años: (masculino 255,923,235 / 250,759,208 femenino)
35 - 39 años: (masculino 289,810,532 / 280,690,800 femenino)
30 - 34 años: (masculino 309,646,981 / 295,240,964 femenino)
25 - 29 años: (masculino 305,021,845 / 286,830,072 femenino)
20 - 24 años: (masculino 310,179,159 / 290,278,102 femenino)
15 - 19 años: (masculino 321,580,667 / 300,220,077 femenino)
10 - 14 años: (masculino 336,164,251 / 314,581,535 femenino)
5 - 9 años: (masculino 345,464,782 / 324,345,269 femenino)
0 - 4 años: (masculino 349,381,623 / 328,833,408 femenino)

## Por países, 2020[5]

### Argentina
0-14 años: 24,02% (masculino 5.629.188 / femenino 5.294.723)
15-24 años: 15,19% (masculino 3.539.021 / femenino 3.367.321)
25-54 años: 39,6% (masculino 9.005.758 / femenino 9.002.931)
55-64 años: 9,07% (masculino 2.000.536 / femenino 2.122.699)
65 años y más: 12,13% (masculino 2.331.679 / femenino 3.185.262) (est. 2020)

### Bolivia
0-14 años: 30,34% (masculino 1.799.925 / femenino 1.731.565)
15-24 años: 19,21% (masculino 1.133.120 / femenino 1.103.063)
25-54 años: 38,68% (masculino 2.212.096 / femenino 2.289.888)
55-64 años: 6,06% (masculino 323.210 / femenino 382.139)
65 años y más: 5,71% (masculino 291.368 / femenino 373.535) (est. 2020)

### Brasil
0-14 años: 21,11% (masculino 22.790.634 / femenino 21.907.018)
15-24 años: 16,06% (masculino 17.254.363 / femenino 16.750.581)
25-54 años: 43,83% (masculino 46.070.240 / femenino 46.729.640)
55-64 años: 9,78% (masculino 9.802.995 / femenino 10.911.140)
65 años y más: 9,21% (masculino 8.323.344 / femenino 11.176.018) (est. 2020)

### Chile
0-14 años: 19,79% (masculino 1.836.240 / femenino 1.763.124)
15-24 años: 13,84% (masculino 1.283.710 / femenino 1.233.238)
25-54 años: 42,58% (masculino 3.882.405 / femenino 3.860.700)
55-64 años: 11,98% (masculino 1.034.049 / femenino 1.145.022)
65 años y más: 11,81% (masculino 902.392 / femenino 1.245.890) (est. 2020)

### Colombia
0-14 años: 23,27% (masculino 5.853.351 / femenino 5.567.196)
15-24 años: 16,38% (masculino 4.098.421 / femenino 3.939.870)
25-54 años: 42,04% (masculino 10.270.516 / femenino 10.365.423)
55-64 años: 9,93% (masculino 2.307.705 / femenino 2.566.173)
65 años y más: 8,39% (masculino 1.725.461 / femenino 2.390.725) (est. 2020)

### Costa Rica
0-14 años: 22,08% (masculino 575.731 / femenino 549.802)
15-24 años: 15,19% (masculino 395.202 / femenino 379.277)
25-54 años: 43,98% (masculino 1.130.387 / femenino 1.111.791)
55-64 años: 9,99% (masculino 247.267 / femenino 261.847)
65 años y más: 8,76% (masculino 205.463 / femenino 241.221) (est. 2020)

### Cuba
0-14 años: 16,34% (masculino 929.927 / femenino 877.035)
15-24 años: 11,81% (masculino 678.253 / femenino 627.384)
25-54 años: 41,95% (masculino 2.335.680 / femenino 2.303.793)
55-64 años: 14,11% (masculino 760.165 / femenino 799.734)
65 años y más: 15,8% (masculino 794.743 / femenino 952.348) (est. 2020)

### Ecuador
0-14 años: 25,82% (masculino 2.226.240 / femenino 2.138.219)
15-24 años: 17,8% (masculino 1.531.545 / femenino 1.478.222)
25-54 años: 40,31% (masculino 3.333.650 / femenino 3.480.262)
55-64 años: 7,92% (masculino 647.718 / femenino 691.759)
65 años y más: 8,15% (masculino 648.761 / femenino 728.491) (est. 2020)

### El Salvador
0-14 años: 25,83% (masculino 857.003 / femenino 817.336)
15-24 años: 18,82% (masculino 619.368 / femenino 600.501)
25-54 años: 40,51% (masculino 1.221.545 / femenino 1.404.163)
55-64 años: 7,23% (masculino 198.029 / femenino 270.461)
65 años y más: 7,6% (masculino 214.717 / femenino 277.979) (est. 2020)

### España
0-14 años: 15,02% (masculino 3.861.522 / femenino 3.650.085)
15-24 años: 9,9% (masculino 2.557.504 / femenino 2.392.498)
25-54 años: 43,61% (masculino 11.134.006 / femenino 10.675.873)
55-64 años: 12,99% (masculino 3.177.080 / femenino 3.319.823)
65 años y más: 18,49 % (masculino 3.970.417 / femenino 5.276.984) (est. 2020)

### Guatemala
0-14 años: 33,68% (masculino 2.944.145 / femenino 2.833.432)
15-24 años: 19,76% (masculino 1.705.730 / femenino 1.683.546)
25-54 años: 36,45% (masculino 3.065.933 / femenino 3.186.816)
55-64 años: 5,41% (masculino 431.417 / femenino 496.743)
65 años y más: 4,7% (masculino 363.460 / femenino 442.066) (est. 2020)

### Haití
0-14 años: 31,21% (masculino 1.719.961 / femenino 1.734.566)
15-24 años: 20,71% (masculino 1.145.113 / femenino 1.146.741)
25-54 años: 38,45% (masculino 2.110.294 / femenino 2.145.209)
55-64 años: 5,3% (masculino 280.630 / femenino 305.584)
65 años y más: 4,33% (masculino 210.451 / femenino 269.228) (est. 2020)

### Honduras
0-14 años: 30,2% (masculino 1.411.537 / femenino 1.377.319)
15-24 años: 21,03% (masculino 969.302 / femenino 972.843)
25-54 años: 37,79% (masculino 1.657.260 / femenino 1.832.780)
55-64 años: 5,58% (masculino 233.735 / femenino 281.525)
65 años y más: 5,4% (masculino 221.779 / femenino 277.260) (est. 2020)

### México
0-14 años: 26,01% (masculino 17.111.199 / femenino 16.349.767)
15-24 años: 16,97% (masculino 11.069.260 / femenino 10.762.784)
25-54 años: 41,06% (masculino 25.604.223 / femenino 27.223.720)
55-64 años: 8,29% (masculino 4.879.048 / femenino 5.784.176)
65 años y más: 7,67% (masculino 4.373.807 / mujeres 5.491.581) (est. 2020)

### Nicaragua
0-14 años: 25,63% (masculino 811.731 / femenino 777.984)
15-24 años: 19,51% (masculino 609.962 / femenino 600.567)
25-54 años: 42,41% (masculino 1.254.683 / femenino 1.376.052)
55-64 años: 6,63% (masculino 188.591 / femenino 222.766)
65 años y más: 5,82% (masculino 159.140 / femenino 201.965) (est. 2020)

### Panamá
0-14 años: 25,56% (masculino 508.131 / femenino 487.205)
15-24 años: 16,59% (masculino 329.250 / femenino 316.796)
25-54 años: 40,31% (masculino 794.662 / femenino 774.905)
55-64 años: 8,54% (masculino 165.129 / femenino 167.317)
65 años y más: 9,01% (masculino 160.516 / femenino 190.171) (est. 2020)

### Paraguay
0-14 años: 23,41% (masculino 857.303 / femenino 826.470)
15-24 años: 17,71% (masculino 640.400 / femenino 633.525)
25-54 años: 42,63% (masculino 1.532.692 / femenino 1.532.851)
55-64 años: 8,37% (masculino 306.100 / femenino 295.890)
65 años y más: 7,88% (masculino 267.351 / femenino 299.103) (est. 2020)

### Perú
0-14 años: 25.43% (masculino 4.131.985 / femenino 3.984.546)
15-24 años: 17.21% (masculino 2.756.024 / femenino 2.736.394)
25-54 años: 41.03% (masculino 6.279.595 / femenino 6.815.159)
55-64 años: 8.28% (masculino 1.266.595 / femenino 1.375.708)
65 años de edad y más: 8.05% (masculino 1.207.707 / femenino 1.361.276) (est. 2020)

### República Dominicana
0-14 años: 26,85% (masculino 1.433.166 / femenino 1.385.987)
15-24 años: 18,15% (masculino 968.391 / femenino 937.227)
25-54 años: 40,54% (masculino 2.168.122 / femenino 2.088.926)
55-64 años: 8,17% (masculino 429.042 / femenino 428.508)
65 años y más: 6,29% (masculino 310.262 / femenino 350.076) (est. 2020)

### Uruguay
0-14 años: 19,51% (masculino 336.336 / femenino 324.563)
15-24 años: 15,14% (masculino 259.904 / femenino 252.945)
25-54 años: 39,86% (masculino 670.295 / femenino 679.850)
55-64 años: 10,79% (masculino 172.313 / femenino 193.045)
65 años y más: 14,71% (200.516 masculino / 297.838 femenino) (est. 2020)

### Venezuela
0-14 años: 25,66% (masculino 3.759.280 / femenino 3.591.897)
15-24 años: 16,14% (masculino 2.348.073 / femenino 2.275.912)
25-54 años: 41,26% (masculino 5.869.736 / femenino 5.949.082)
55-64 años: 8,76% (masculino 1.203.430 / femenino 1.305.285)
65 años y más: 8,18% (masculino 1.069.262 / femenino 1.272.646) (est. 2020)